# Novius
Novius (лат.) — род божьих коровок из подсемейства Ortaliinae. Единственный представитель трибы Noviini. Род, как он определен в настоящее время, включает более 70 видов, большинство из которых ранее относились к родам Rodolia и Anovia, но после десятилетий дебатов оба этих рода теперь считаются младшими синонимами Novius.

## Описание
Виды Novius имеют полусферическое тело, покрытое густыми короткими волосками. Они красновато-фиолетовые, с чёрными пятнами или без них.
Виды Novius регулярно питаются щитовками, тлями и мелкими клещами, что делает их кандидатами в качестве агентов биологической борьбы. Одним из таких видов, используемых в целях биоконтроля, является Novius cardinalis, интродуцированный по всему миру в тропические и субтропические регионы и в настоящее время фактически ставший космополитическим. Другие виды были интродуцированы на более ограниченные территории (например, Микронезия), но всегда для биологической борьбы с насекомыми-вредителями.

## Виды
В составе рода:
- Novius alluaudi (Sicard, 1909)
- Novius amabilis (Kapur, 1949)
- Novius andamanicus (Weise, 1901)
- Novius apicalis (Sicard, 1909)
- Novius argodi (Sicard, 1909)
- Novius bellus Blackburn, 1889
- Novius breviusculus (Weise, 1892)
- Novius canariensis Korschefsky, 1931
- Novius capucinus (Fürsch, 1975)
- Novius cardinalis (Mulsant, 1850) — Родолия[3]
- Novius chapaensis (Hoang, 1980)
- Novius cinctipennis (Weise, 1912)
- Novius circumclusus (Gorham, 1899)
- Novius concolor (Lewis, 1879)
- Novius conicollis Korschefsky, 1931
- Novius contrarius (Sicard, 1931)
- Novius cruentatus Mulsant, 1846
- Novius delobeli (Chazeau, 1981)
- Novius fausti (Weise, 1885)
- Novius ferrugineus (Weise, 1900)
- Novius formosanus (Korschefsky, 1935)
- Novius fulvescens (Hoang, 1980)
- Novius fumidus (Mulsant, 1850)
- Novius hauseri Mader, 1930
- Novius iceryae (Janson, 1889)
- Novius insularis (Weise, 1895)
- Novius koebelei Olliff, 1892
- Novius limbatus Motschulsky, 1866
- Novius lindi Blackburn, 1889
- Novius lydiae (Chazeau, 1991)
- Novius manganensis (Singh, 2014)
- Novius marek Ślipiński & Pang, 2020
- Novius marginatus (Bielawski, 1960)
- Novius mayottensis (Fürsch, 2003)
- Novius mexicanus (Gordon, 1972)
- Novius minimus (Kapur, 1949)
- Novius minutus (Sicard, 1909)
- Novius netara (Kapur, 1949)
- Novius niger (Fürsch, 1995)
- Novius nigerrimus Fürsch, 1960
- Novius nigrofrontalis (Kapur, 1951)
- Novius obscuricollis (Sicard, 1931)
- Novius occidentalis (Weise, 1898)
- Novius octoguttatus (Weise, 1910)
- Novius parvulus (Kirsch & Mitteil, 1875)
- Novius peruvianus (Gordon, 1972)
- Novius picicollis (Weise, 1900)
- Novius podagricus (Weise, 1908)
- Novius pronuba (Chazeau, 1991)
- Novius prosternalis (Sicard, 1909)
- Novius pumila (Weise, 1892)
- Novius punctigera (Weise, 1901)
- Novius punicus (Gordon, 1972)
- Novius quadrimaculatus (Mader, 1939)
- Novius quadriplagiatus (Sicard, 1909)
- Novius quadrispilotus (Sicard, 1909)
- Novius rubeus (Mulsant, 1850)
- Novius ruficollis (Mulsant, 1850)
- Novius rufipennis (Pic, 1926)
- Novius rufocincta (Lewis, 1896)
- Novius rufopilosus (Mulsant, 1850)
- Novius sanguinolentus Mulsant, 1850
- Novius seabrai (Sicard, 1921)
- Novius senegalensis (Weise, 1913)
- Novius sexmaculatus (Korschefsky, 1940)
- Novius sexnotatus (Mulsant, 1850)
- Novius shuiro (Kitano, 2014)
- Novius songchuanus (Hoang, 1980)
- Novius tamdaoanus (Hoang, 1980)
- Novius usambaricus (Weise, 1898)
- Novius virginalis (Wickham, 1905)
- Novius vulpinus (Fürsch, 1974)
- Novius weisei (Gordon, 1972)
- Novius westermanni (Crotch, 1874)
- Novius xianfengensis (Xiao, 1992)
- Novius yemenensis Raimundo & Fürsch, 2006